# Phyllophaga moseri
Phyllophaga moseri är en skalbaggsart som beskrevs av Frey 1965. Phyllophaga moseri ingår i släktet Phyllophaga och familjen Melolonthidae. Inga underarter finns listade i Catalogue of Life.